# 大和田健介
大和田 健介（おおわだ けんすけ、1990年11月12日 - ）は、日本の俳優である。神奈川県横浜市出身。父は俳優の大和田伸也。母は女優の五大路子。兄は俳優の大和田悠太。以前はトライストーン・エンタテイメントに所属していた。

## 略歴
和光学園、日本大学藝術学部映画学科卒業。
『踊る大捜査線 THE FINAL 新たなる希望』では、端役のため共演こそないが、父親の大和田伸也との同作品出演を果たしている。
『ごくせん』第9話（2008年6月14日、日本テレビ）にゲストとして下級生役で出演したが、映画『ごくせん THE MOVIE』で新たな3-Dの生徒として出演する。『ごくせん』シリーズで、別の役柄での出演経験が有る上で3-D生徒役を演じたのは、石黒英雄に続いて2人目である。教師役だった仲間由紀恵とドラマ『花子とアン』では親子役で共演する。
生田斗真主演の映画『脳男』では江口洋介の相棒で、初の新米刑事役に挑んでいる。倉庫爆破などをスタントマンなしに演じた。
父の大和田伸也はNHKの連続テレビ小説『藍より青く』に出演し、母の五大路子も同じく連続テレビ小説『いちばん星』ヒロイン、健介は『おひさま』、『花子とアン』、二作品に出演しており、家族で朝ドラ出演を果たしている。
父である大和田伸也監督の映画『恐竜を掘ろう』では脚本を担当している。

## 人物
小学生の時にサッカーを少しやった後は、ずっとテニスをしていた。一番得意なスポーツは卓球である。
映画製作に興味を持っており、中学生の頃から友人らと自主映画制作をしており、大学1年生の時にはコーヒーサークルを舞台にした「クロマメのキモチ」という映画を作っている（「FINEBOYS」より）。俳優として得たことやこれからの経験を生かして、いつか映画監督をするのが夢である。俳優としては「いつか戦争ものや、日本男児のような熱い人物を演じてみたい。」（「ポポロ」より）。
のちにNHK朝の連続ドラマ小説『花子とアン』にて仲間由紀恵演じる蓮子の戦争へ行く息子、純平役で坊主姿にし、好評を得て、熱い人物を演じた。
2011年に『ACジャパン』でのおばあさんを助ける高校生役や、『東京ガス』の主人公、『日経新聞』の新入社員、『カルピスウォーター』の憧れのアイツ役などのCMに出演。ビデオリサーチから2011年（1 - 12月）のテレビCM露出量タレント2位を獲得したことが発表された（ちなみにこの年の1位は上戸彩）。タレントの好感度で起用されることの多いCMにおいて名前をほとんど知られないままトップクラスの露出を果たすのは異例のことであるが、この年は東日本大震災の影響によりACジャパンのCM放送時間が大幅に増加したのが要因である。
人見知りをするが、根は明るく、人と話すのが好き。よく人間観察をするせいか、挙動不審に間違えられることがある。。
好きな歌手は同じ横浜出身のゆず。愛読書は岡本太郎の『強く生きる言葉』。大の犬好きで特に柴犬が好き。飼っているのも柴犬。
理科の先生に薦められ、初めて読んだ漫画手塚治虫の『鉄腕アトム』に感動し、それ以来、手塚作品の大ファン。。
アメコミ好き。特に敵キャラクターがだいすきで自分の部屋にはバットマンのジョーカーやトゥーフェイス、スパイダーマンのグリーンゴブリンなどのフィギュアが飾られている。
敵が好きな理由を「もともと良い人だったのに、人を思い、正義を求め、愛を求めすぎたことで、心が悪に染まってしまった、本当は弱いんではないかと、考えるのが楽しい」と述べている。『日本映画NAVI』より。
アロマテラピー検定２級、生活アドバイザー２級、入浴アドバイザーを取得している。（「FINEBOYS」より）
2019年（令和元年）に、新横浜初のおもちゃ・映画カフェ・自主映画スタジオ「アソビバ TOYSCAFE studiokensuke」をオープンし店長を務めている。

### 家族
父は俳優の大和田伸也。母は女優の五大路子。兄は俳優の大和田悠太。叔父（伸也の弟）は俳優の大和田獏。義叔母は女優の岡江久美子。従姉（獏、久美子の実娘）は女優の大和田美帆。（フジテレビ正月スペシャルボクらの時代番組内にてあきらかに。）
また、新横浜ラーメン博物館創業者で社長の岩岡洋志は叔父（路子の弟）である。

## 出演

### テレビドラマ
- パパとムスメの7日間（2007年7月1日 - 8月19日、TBS） - 小関智弘 役
- わたしが子どもだったころ〜湯川れい子篇〜（2008年2月6日、NHK BShi） - 湯野川守正 役
- ごくせん 第9話（2008年6月14日、日本テレビ） - 黒江健介 役
  - 卒業スペシャル'09〜ヤンクミ最後の卒業式〜（2009年3月28日、日本テレビ）
- 太陽と海の教室（2008年7月21日 - 9月22日、フジテレビ） - 鎌倉亮太 役
- 恋して悪魔〜ヴァンパイア☆ボーイ〜（2009年7月7日 - 9月8日、関西テレビ） - 江口卓巳 役
- 怨み屋本舗REBOOT 第5話（2009年9月4日 - 11日、テレビ東京） - 関口亮介 役
- いのちの島（2009年11月23日、TBS）
- 龍馬伝 最終話（2010年11月28日、NHK総合） - 菊屋峯吉 役
- ヘブンズ・フラワー The Legend of ARCANA（2011年1月14日 - 3月4日 / 8月29日 - 9月13日、TBS） - シン 役
- 棘の街（2011年6月18日、朝日放送） - 上杉光良 役
- ハンチョウ4〜神南署安積班〜 第11話 - 最終話（2011年6月20日 - 27日、TBS） - 高野雄介 役
- 故郷〜娘の旅立ち〜（2011年7月5日、フジテレビ） - 健 役
- おひさま 第23週 - 第25週（2011年9月6日 - 23日、NHK総合） - 平岡圭介 役
- 13歳のハローワーク 第7話（2012年2月24日、テレビ朝日） - 豊田守 役
- ティーンコート（2012年1月10日 - 3月20日、日本テレビ） - 香川憲吾 役
- 本日は大安なり 第2話（2012年1月17日、NHK総合）
- 踊る大捜査線 THE LAST TV サラリーマン刑事と最後の難事件（2012年9月1日、フジテレビ）
- 花の冠（2012年9月14日、テレビ朝日） - 福西隆 役
- 宮部みゆきミステリー パーフェクト・ブルー 第7話（2012年11月19日、TBS） - 中山康夫 役
- 天使はモップを持って（2013年5月4日 - 25日、NHK BSプレミアム） - 梶本大介 役[注 1]
- 幸せになる3つの買い物 「マンションを買った女」（2013年6月25日、関西テレビ） - 山田新人 役
- 悪霊病棟（2013年7月18日 - 9月26日、毎日放送） - 隅川朝陽 役[3]
- 鍵のない夢を見る 第2夜（2013年9月8日、WOWOW） - 小林タケル 役
- ハードナッツ!〜数学girlの恋する事件簿〜 第3話（2013年11月3日、NHK BSプレミアム） - 坂下学 役
- 安堂ロイド〜A.I. knows LOVE?〜 第5話（2013年11月10日、TBS） - 近藤 役
- 相棒 Season12 第10話（2013年1月1日、テレビ朝日） - 北村悠馬 役
- お家さん（2014年5月9日、読売テレビ） - 田川万作 役
- BORDER 警視庁捜査一課殺人犯捜査第4係 第6話（2014年5月15日、テレビ朝日） - 久保田 役
- トクボウ 警察庁特殊防犯課 第10話（2014年6月5日、読売テレビ） - 陣内幸助 役
- 金田一少年の事件簿N（neo） 第1話（2014年7月19日、日本テレビ） - 門脇靖浩 役
- 撃墜 3人のパイロット（2014年8月16日、NHK BSプレミアム） - 武藤光春 役
- 花子とアン 第22週 - 第24週（2014年8月28日 - 9月13日、NHK総合） - 宮本純平 役
- 戦う女 第2話 - 第3話（2014年10月24日 - 31日、フジテレビNEXT） - 長谷川武大 役
- HTBスペシャルドラマ UBASUTE（2014年12月29日、北海道テレビ） - 主演・冬馬 役
- 永遠の0（2015年2月11日 - 15日、テレビ東京） - 六藤学 役
- 警部補・杉山真太郎〜吉祥寺署事件ファイル 第7話（2015年2月23日、TBS） - 柴田望 役
- 世にも奇妙な物語 25周年記念!秋の2週連続SP 傑作復活編「昨日公園」（2015年11月21日、フジテレビ） - 遠藤陽介 役
- 99.9-刑事専門弁護士- 第2話（2016年4月24日、TBS） - 脇矢英彦 役
- 警視庁機動捜査隊216VI 絶てない鎖（2016年9月12日、TBS） - 佐野敦史 役
- キャリア〜掟破りの警察署長〜（2016年、フジテレビ） ‐ 佐々木哲夫 役
- 連続ドラマW「北斗 -ある殺人者の回心-」（2017年、WOWOW） -飯岡正昭　役
- トーキョーエイリアンブラザーズ（2018年、日本テレビ） - 岡部 役

### バラエティ
- ごくせん特番 7年間の歴史すべて見せますSP!!（2009年7月11日、日本テレビ）

### 映画
- 恋空（2007年11月3日） - シンタロウ 役
- ごくせん THE MOVIE（2009年7月11日） - 黒江健介 役
- SPACE BATTLESHIP ヤマト（2010年12月1日） - 太田 役
- 富江アンリミテッド（2011年5月14日） - 下田俊夫 役
- 王様ゲーム（2011年12月17日） - 水内祐輔 役
- キツツキと雨（2012年2月11日） - 坪井 役
- ビターコーヒーライフ（2012年5月12日）
- 東京無印女子物語（2012年6月16日） - 亀山荘太 役
- 逆転のシンデレラ（2012年6月23日） -主人公・上原芳也 役
- 踊る大捜査線 THE FINAL 新たなる希望（2012年9月7日）
- ツナグ（2012年10月6日） - 畠田太一 役
- 脳男（2013年2月9日） - 広野学 役[注 2]
- 千年の愉楽（2013年3月9日）
- ソウル・フラワー・トレイン（2013年8月31日） - 吾郎 役
- ペコロスの母に会いに行く（2013年11月16日） - 岡野まさき 役
- 天心（2013年11月16日） - 岡倉覚三（青年期） 役
- 5つ数えれば君の夢（2014年3月8日） - たかし 役
- 乙女のレシピ（2014年3月15日） - 星野洋介 役[4]
- ドロメ 男子編 女子編（2016年3月26日） - 峰崎陸 役
- サクラ花－桜花最期の特攻－（2015年11月4日） - 主演・尾崎 役[5]
- スクール・オブ・ナーシング（2016年3月19日） - 丹羽幸助 役[6]
- 馬の骨（2018年6月2日、オフィス桐生） - 遠藤 役
- ある町の高い煙突（2019年6月22日）

### 短編映画
- FAKE（2014年） - 翔太 役[注 3][7]

### 舞台
- お別れの日（2007年11月30日 - 12月1日、南青山曼陀羅） - 主演・タケシ 役
- 靴（2014年10月9日 - 19日、下北沢ザ・スズナリ） - 佐本雄大 役

### ラジオドラマ
- FMシアター 「ひとつきの楽園」（2010年11月20日、NHK-FM）[8]
- FMシアター 「温もりの値段」（2012年4月21日、NHK-FM） - 主演・佐々木鉄平 役[9]
- SOUNDS OF STORY〜ASADA JIRO LIBRARY〜　「入営」（2014年4月5日、J-WAVE） - 朗読[10]

### web
- TOKYO PROM QUEEN SEASON2（2009年3月2日 - 全15話、YouTube） - 山崎実 役[11]
- 100万回の「I love you」（2011年11月22日 - 全4話、DOR@MO） - 主演・近藤太一 役[12]

### CM
- NTT docomo 「アンサーハウス」（2008年11月 - ）
- カルピス カルピスウォーター（2010年4月 - ）[注 4]
- AC JAPAN 「見える気持ちに。（全国キャンペーン）」、「ちょっとだけバイバイ（3R推進団体連絡会支援キャンペーン）」（2010年7月1日 - 2011年6月30日）
- 日本経済新聞社 日本経済新聞（2010年10月 - ）
- ユニリーバ・ジャパン Axe（2011年7月 - ）
- ローソン MACHI café（2013年1月 - ）
- 東京ガス（2013年3月 - ）

### MV
- ORANGE RANGE 「瞳の先に」（2009年7月8日）
- 清木場俊介 「桜色舞うころ」（2011年11月23日）
- KinKi Kids 「変わったかたちの石」（2012年1月11日） - 主演・イサム 役[注 5]
- ASIAN KUNG-FU GENERATION 「今を生きて」（2013年2月20日）[注 6]
- クリス・ハート 「I LOVE YOU」（2014年2月26日）[13]